# Jagdschloss (Wiesenburg/Mark)
Jagdschloss ist ein Wohnplatz im Ortsteil Medewitz der Gemeinde Wiesenburg/Mark im Landkreis Potsdam-Mittelmark in Brandenburg. Das Gebäude ist ein eingetragenes Baudenkmal.

## Geografische Lage
Die Siedlung liegt nordwestlich des Medewitzer Gemeindeteils Medewitzerhütten und ist vollständig von Wald umgeben. Nach Osten führt eine Zufahrt in Richtung Medewitzerhütten.

## Geschichte
Die Gemarkung war im 20. Jahrhundert im Besitz der Familie Brandt von Lindau. Der Gutsherr Carl Eduard Brandt von Lindau ließ in seinem Forstrevier im Jahr 1914 das Jagdschloss Medewitzerhütten im neobarocken Stil errichten. Der eingeschossige Bau mit Mansarddach besitzt einen halbrunden Mittelteil, in dem ein Speisesaal untergebracht war. Nach dem Zweiten Weltkrieg wurde die Familie enteignet und das Gebäude als Ferienheim des VEB Chemiewerk Coswig genutzt. Nach der Wende nutzt eine sozialtherapeutische Einrichtung für Suchterkrankte das Bauwerk.